# Шираково
Шираково — деревня в Грязовецком районе Вологодской области.
Входит в состав Юровского муниципального образования, с точки зрения административно-территориального деления — в Покровский сельсовет.
Расстояние до районного центра Грязовца по автодороге — 17 км, до центра муниципального образования Юрово по прямой — 10 км. Ближайшие населённые пункты — Зажолка, Кругляк, Шильмяшево.
По переписи 2002 года население — 5 человек.